# Lijst van culturen van het neolithicum in Zuid-Europa
Dit is een lijst van culturen van het neolithicum in Zuid-Europa.
De neolithische revolutie heeft zich hier later voltrokken dan in het Nabije Oosten en was hier hoogstwaarschijnlijk een afgeleide van.
- Cardiaal-Impressocultuur, ca. 7000-6000 v.Chr. in Italië, langs de Adriatische Zee, delen van Zuid-Frankrijk en Oost-Spanje. Keramiek.
- Sesklocultuur